# Prinzesschen

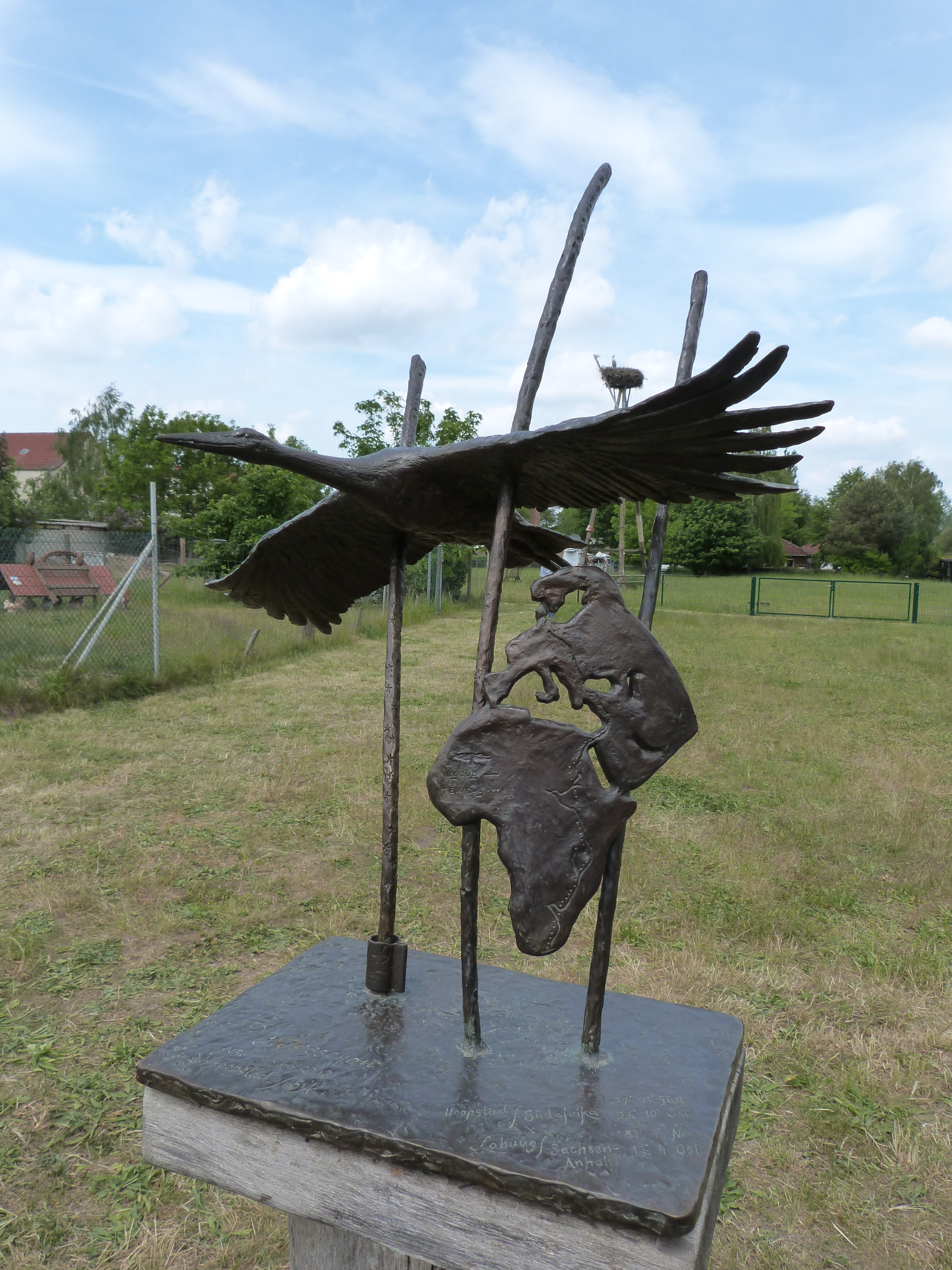
Denkmal für „Prinzesschen“ auf dem Storchenhof Loburg

Prinzesschen (* ca. 1990; † 23. Dezember 2006 nahe Hoopstad, Südafrika) war eine Weißstörchin.

## Berühmte Fliegerin
1994 wurde das Tier vom Vogelforscher Christoph Kaatz besendert und per Satellit bei seinem Vogelzug beobachtet. Der Ornithologie gelangen so wichtige Beobachtungen. Seit 1993 verbrachte das Tier sein Sommerhalbjahr nahe dem Storchenhof Loburg in Sachsen-Anhalt. Die Störchin zählte mit mindestens 16 Jahren zu den ältesten beobachteten Tieren ihrer Art. Als „Ostzieherin“ überwinterte sie nicht wie viele ihrer Artgenossen zum Beispiel in Spanien, sondern an der Südspitze Afrikas. Dafür legte sie jährlich mehr als 10.000 Flugkilometer zurück. Daneben stellte sie verschiedene Rekorde auf, so beispielsweise eine gemessene Fluggeschwindigkeit von mehr als 80 km/h.
Prinzesschen wurde äußerst populär und fand im Briefmarken-Jahrgang 2004 der Bundesrepublik Deutschland ihren Platz. Ihr Leben war Thema verschiedener Bücher und einer ZDF-Reportage. Die Menschen nahmen großen Anteil an ihrem Zug und ihrem „Liebesleben“, das sich durch die lange Dauer ihrer jährlichen Reisen teilweise sehr dramatisch gestaltete. Ab dem 21. Dezember 2006 konnte ihr Sender nicht mehr geortet werden. Am 23. Dezember 2006 wurde ihr Kadaver nahe Hoopstad, südlich des Stausees vom Bloemhof Dam in Freistaat von einem Bauern entdeckt. 40 Minuten vorher hatte er den Vogel noch lebend gesehen. Unter einem Baum an der Einfahrt zu der Farm erhielt Prinzesschen ein würdiges Grab mit Grabstein.
Auf dem Storchenhof Loburg wurde ihr am 3. Juli 2010 ein Denkmal errichtet. Das von der Künstlerin Heike Landherr entworfene Bronzedenkmal steht nur wenige Meter von Prinzesschens früherem Horst entfernt. Es zeigt die fliegende Storchendame über einer Bronzeplatte mit einer Zugkarte. An einer der drei Säulen, die den berühmten Vogel halten, ist ihr Vogelring angebracht. Die durch Spenden finanzierte Statue soll an die Leistungen von Prinzesschen erinnern.

## Filme
- Die Reise der Störche. Zweiteiliger Film von Volker Schmidt und Katja Schupp, Polar Film + Medien GmbH, 2006.[3]